# Новгородская улица (Вологда)
Новгоро́дская у́лица — улица в Южном жилом районе Вологды,в  микрорайоне Ремсельмаш,в районе Бывалово, в микрорайоне микрорайон 2-й. Состоит из трёх отдельных частей. Одна из них расположена от улицы Ленинградской (прилегая к площади Федулова) до перехода в улицу Казакова, прерываясь рекой Золотухой. Две другиз части находятся в районе Бывалово и микрорайоне Ремсельмаш с двух сторон от Пошехонского шоссе, ограниченны реками Содима или Золотуха , Путка
Транспорт: начало — остановка «Новгородская» или «Костромская» (троллейбусы 1, 2, 3; автобусы 12, 19, 22, 48); конец — остановка «Больничный комплекс» (троллейбус 4; автобусы 3, 4, 6, 9, 20, 26, 49).
В перспектике улица войдёт в состав одной из двух широтных городских магистралей Южного жилого района города.

## Примечательные здания и сооружения
По нечётной стороне:
- Дом 7А — детский сад № 85 «Подснежник»
- Дома 23—29 — больничный комплекс